# Jon Granik
Jon Granik (* 10. Dezember 1930 in Pakan, Alberta, Kanada; † 29. Oktober 2003 in Toronto, Kanada) war ein kanadischer Schauspieler.

## Biographie
Jon Granik begann seine Karriere in den 1950er Jahren beim Theater und spielte zunächst u. a. in Stratford. Von 1955 bis 2003 war er in einigen kanadischen, britischen und US-amerikanischen TV-Produktionen und Serien zu sehen. Ab 1966 spielte er auch in mehreren Fernseh- und Kinofilmen. Im Fernsehen und im Radio gab er seine Stimme zudem für Werbespots und als Sprecher für Dokumentationen.
Jon Granik hatte zwei Töchter.

## Filmographie
- 1966: Wie ein Schrei im Wind (The Trap)
- 1969: The Cube
- 1969: Der beste Tanzbodengeiger von Calabogie bis Kaladar (The Best Damn Fiddler from Calabogie to Kaladar)
- 1970: The Last Act of Martin Weston
- 1971: The Megantic Outlaw
- 1971: Menschen hinter Gittern (Fortune and Men’s Eyes)
- 1972: Follow the North Star
- 1972–1974: Polizeiarzt Simon Lark (Dr. Simon Locke, Fernsehserie, 3 Folgen)
- 1975: Vier heiße Tage (The Heat Wave Lasted Four Days)
- 1977: Age of Innocence
- 1978: Lust auf Liebe (In Praise Of Older Women)
- 1978: Power Play (Coup d’Etat)
- 1980: Overkill – Durch die Hölle zur Ewigkeit (Virus: The End)
- 1981: Escape from Iran: The Canadian Caper
- 1983: Hot Money
- 1985: Nachtstreife (Night Heat, Fernsehserie, 1 Folge)
- 1986: Keeping Track – Im Fadenkreuz (Keeping Track)
- 1990: Divided Loyalties
- 1992: Jagt den Killer (To Catch a Killer)
- 1997: Peacekeepers
- 2001: Chasing Cain